# Brothers in Arms: Earned in Blood
Brothers in Arms: Earned in Blood is het tweede deel in de serie van Brothers In Arms, een tactische first-person shooter computerspel die ingaat op waargebeurde gebeurtenissen uit de Tweede Wereldoorlog. De reeks wordt ontwikkeld door Gearbox Software en vertelt steeds een waargebeurd verhaal. Tijdens de ontwikkeling van de eerdere twee delen uit de serie is veel tijd gestoken in het onderzoeken van feiten et cetera van de Tweede Wereldoorlog. Volgens de makers is het spel daarom zeer historisch authentiek. De speler speelt in Frankrijk zoals het toen precies eruitzag. Tevens moet de speler gebruikmaken van tactieken om levels uit te kunnen spelen. Verder komen er ook personen in voor die echt hebben bestaan.
Dit deel is een vervolg van het eerste deel, het verhaal speelt zich nu nog steeds af in Frankrijk. Wel is de speler nu een andere hoofdpersoon, in het eerste deel was deze sergeant Matthew Baker terwijl de speler nu sergeant Joseph "Red" Hartsock is.